# Rhijnvis Feith

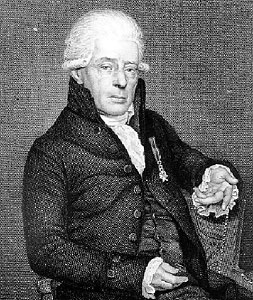
Rhijnvis Feith

Rhijnvis Feith (* 7. Februar 1753 in Zwolle; † 8. Februar 1824 in Zwolle) war ein niederländischer Dichter und Sänger.

## Leben
Rhijnvis Feith studierte Rechtswissenschaften an der Universität Leiden. 1776 kehrte er in seine Vaterstadt zurück, übernahm erst das Amt des Bürgermeisters, dann das des Einnehmers beim Admiralitätskollegium. Er starb am 8. Februar 1824 in Zwolle.
Seit 1808 war er Mitglied der Königlich Niederländischen Akademie der Wissenschaften (Koninklijk Instituut, tweede klasse).

## Werk

### Romane und Lyrik
- Julia, 1783
- Ferdinand en Constancia, 1785
- Oden en gedichten, 1796–1810, vier Bände
- Het Graf , 1792, deutsch 1821, Lehrgedicht
- De Ouderdom, 1802

Feiths Romane und Gedichte hatten starke Einflüsse auf die deutsche Poesie der Werther-Periode.

### Trauerspiele
- Thirza, 1784
- Lady Johanna Gray, Amsterdam 1791
- Inez de Castro, Amsterdam 1794
- Mucius Scevola, Amsterdam 1795

Rhijnvis Feith gab die Brieven over verscheidene onderwerpen (Amsterdam 1784–94, 6 Bde.) und Brieven aan Sophie over den geest van de Kantiaansche wijsbegeerte (1806) und weitere Prosawerke heraus. Eine elfbändige Gesamtausgabe seiner Werke erschien 1824 in Rotterdam.